# Arszen Boriszovics Avakov
Arszen Boriszovics Avakov (ukránul: Арсен Борисович Аваков; Baku, 1964. január 2. –) örmény–oszét származású ukrán üzletember és politikus. 2004–2010 között a Harkivi Állami Közigazgatási Hivatal elnöke, volt. 2012-től 2014-ig parlamenti képviselő volt. 2014 februárjától belügyminiszter. E minőségében tagja volt a Jacenyuk-kormánynak és a Hrojszman-kormánynak, és a 2019 augusztus 29-én hivatalba lépett Honcsaruk-kormányban, majd az ezt követő Smihal-kormányban is ő töltötte be a belügyminiszteri posztot 2021. július 15-i lemondásáig.

## Életrajza
1964. január 2-án született Bakuban egy katona családjában.
Nemzetiség szerint - örmény. 1966 óta állandó lakhelye Ukrajnában van.
Ukrajna állampolgára.
1990-ben megalapította a JSC Investort. 2005-2010-ben a harkovi regionális államigazgatás elnöke volt.
2011 őszétől 2012 decemberéig politikai száműzetésben élt Olaszországban, mivel Viktor Janukovics rezsimje Ukrajnában üldözte.
2012-ben Ukrajna népi képviselőjévé választották.
A 2014-es forradalom idején a jevromajdan egyik parancsnoka volt.
Ukrajna Verhovna Rada 2014. február 27-én Arszen Avakovot ukrajnai belügyminiszternek hagyta jóvá.
Avakov kezdeményezésére 2014-ben létrehozták az Ukrán Nemzeti Gárdát és az önkéntes zászlóaljakat. Lehetővé tették az Orosz Föderáció katonai agressziójának megállítását Kelet-Ukrajnában.
2014. április 7-ről 8-ra virradó éjszaka Avakov személyesen vezette a harkovi regionális államigazgatási épület megrohanását, amelyet az Orosz Föderáció szeparatistái és fegyveresei foglaltak el.
Avakov kezdeményezte a Belügyminisztérium erőfeszítéseit a biometrikus útlevelek bevezetésére. Ez szükséges feltétele volt annak, hogy Ukrajna vízummentességet vezessenek be az EU országaival.
Avakov megvédte Olaszországban az ukrán nemzeti gárda katonáját, Vitalij Markivot. Avakov részvételével a milánói bíróság (Olaszország) ejtette a vádat Markiv és Ukrajna ellen Andrea Rocchelli (Olaszország) és Andrei Mironov (Orosz Föderáció) fotóriporter 2014 májusában Szlovjanszkban történt halála miatt.
Avakov Ukrajna belügyminisztere volt 2014. február 24. és 2021. július 15. között Ukrajna két elnökének, Petro Porosenko és Volodimir Zelenszkijnek a vezetése alatt, valamint öt ukrán miniszteri kabinet tagja volt. Ez a leghosszabb ütem a független Ukrajnában.
 

## Állami kitüntetések
- Ukrajna érdemes közgazdásza (2007.06.22.)
- Érdemrend III. fokozat (2016.04.15.)
- Becsületrend (Franciaország) (2022.09.06.)